# カジネン
カジネン(Cadinene)は、精油を生成する広範な植物に含まれる炭化水素のいくつかの異性体の名前である。異性体が最初に精油から単離されたケードネズに因んで命名された。
カジネンは、二環式セスキテルペンの化学構造を持つ。カジネンという言葉は、いわゆるカダレン（4-イソプロピル-1,6-ジメチルデカヒドロナフタレン）骨格を持つ広い範囲の化合物に使われることがある。構造異性体や立体異性体が多数存在するため、イソプロピル基の立体化学と2つの橋頭炭素原子に基づき、4つの小分類に分けられる。カジネンは狭義では、ケードネズ精油から最初に単離された化合物を含む、下記の1番目の分類に対してのみを指す。各小分類で1つのエナンチオマーのみが描かれているが、もう一方のエナンチオマーも同じ名前を持つ。

カダレン骨格
カジネンの立体化学
ムウロレンの立体化学
アモルフェンの立体化学
ブルガレンの立体化学